# Aphonopelma baergi
Aphonopelma baergi är en spindelart som beskrevs av Chamberlin 1940. Aphonopelma baergi ingår i släktet Aphonopelma och familjen fågelspindlar. Inga underarter finns listade i Catalogue of Life.